# 퓌흐제 베를린
퓌흐제 베를린(독일어: Füchse Berlin)은 독일 베를린을 연고로 하는 핸드볼팀이다. 현재 핸드볼 분데스리가 소속이며 1891년에 창립된 팀이다.